# آناتولی برزووی
آناتولی برزووی (به انگلیسی: Anatoly Berezovoy) فضانورد اهل اتحاد شوروی بود که در ۱۱ آوریل ۱۹۴۲ در انم، آدیغیه زاده شد. وی در مأموریت سایوز تی-۵ حضور داشته است. رکورد اقامت هفت‌ماهه او و همکارش «والنتین لبدف» در ایستگاه فضایی «سالیوت-۷»، نامشان را پر آوازه کرده بود. آناتولی بریزاووی، مردی کم صحبت اما فعال در زمینه‌های اجتماعی بود. وی سرانجام در ۲۰ سپتامبر ۲۰۱۴ (۲۹ شهریور ۱۳۹۳) در شهرک ستارگان در پیرامون مسکو بدرود حیات گفت.

## زندگی‌نامه
وی در ۱۱ آوریل ۱۹۴۲ در خانواده‌ای کشاورز در روستای «اِنیم تختموکایوس» در جمهوری «آدیگی» روسیه به دنیا آمد. در سال ۱۹۵۹ مدرسه متوسطه روستای خود را به پایان رساند. چند سال به عنوان تراشکار در یک کارخانه کار می‌کرد تا بالاخره با علاقه‌ای که به پرواز داشت، وارد آموزشگاه خلبانی نیروی هوایی در «کاچینسکی» شد. او توانست در سال ۱۹۶۵ این آموزشگاه را با رتبه ممتاز به پایان برساند. وی بین سال‌های ۱۹۷۲ تا ۱۹۷۷ همزمان با کار در نیروی هوایی، تحصیلاتش را در آکادمی شبانه نیروی هوایی ادامه داد و آن را با تخصص «فرماندهی ستاد هوایی» تمام کرد. درآوریل ۱۹۷۰ با انتخاب فرمانده نیروهای هوایی به عنوان نامزد فضانوردی به مرکز آمادگی فضانوردان معرفی شد و بعد از گذراندن معاینات مختلف علمی و پزشکی، کار آموزش و تمرین برای سفر به فضا را آغاز کرد. بریزاووی بین سال‌های ۱۹۷۲ تا ۱۹۷۴ در گروه فضانوردان برنامه نظامی «اسپیرال» که نوع کوچکی از کیهان‌پیماهای نوع شاتل بود آموزش می‌دید اما با تعطیل شدن این طرح به کیهان‌نوردان طرح نظامی «آلماز» منتقل شد. از ۱۹۷۵ تا ۱۹۷۶ به عنوان فرمانده گروه چهارم فضانوردان اعزامی برای پرواز به ایستگاه مداری «سالیوت-۵» آموزش دید اما ادامه کار در این ایستگاه تعطیل شد و او تا زمان پروازش به «سالیوت-۷» چند بار در نقش فرمانده گروه‌های جانشین اعزامی به «سالیوت-۶» تمرین می‌کرد و آموزش می‌دید. سرانجام در سال ۱۹۸۱ به عنوان فرمانده نخستین هیئت اعزامی به ایستگاه مداری «سالیوت-۷» برگزیده شد و برای پروازی رکوردشکن به همراه والنتین لبدف، آموزش و تمرین را آغاز کرد. سفر تاریخی این دو بر عرشه ناو «سایوزتی-۵» و ایستگاه فضایی «سالیوت-۷» در ۱۳ مه ۱۹۸۲ آغاز و پس از ۲۱۱ شبانه روز و ۹ ساعت و ۴ دقیقه و ۳۲ ثانیه در ۱۰ دسامبر ۱۹۸۲ به پایان رسید. در جریان این سفر، بریزاووی و همراهش با دو گروه از فضانوردان مهمان ملاقات کردند. وی همچنین یک راهپیمایی فضایی دو ساعت و نیمه داشت که طی آن بعضی آزمایش‌ها را در بیرون ایستگاه مداری به انجام رسانید. بریزاووی گرچه تا سال ۱۹۹۲ نیز در گروه فضانوردان آموزش می‌دید اما دیگر موفق نشد به سفری فضایی برود.

## جوایز
وی به خاطر فعالیت‌های برجسته‌اش چه در هوانوردی و چه در فضانوردی، مدال‌های گوناگونی گرفت که از جمله می‌توان به مدال «ستاره طلایی قهرمان اتحاد جماهیر شوروی» و مدال «لنین» در سال ۱۹۸۲، مدال «شایستگی در اکتشافات فضایی» در سال ۲۰۱۱، مدال سازمان فضایی روسیه برای «همکاری‌های بین‌المللی درفضا» در ۲۰۱۲، همچنین نشان «لژیون دونور» فرانسه در ۱۹۸۲، مدال «کرتیچاکرا» هند در سال ۱۹۸۴ و مدال «خورشید آزادی» افغانستان در ۱۹۸۸ اشاره کرد.